# Don't Know What to Do
«Don't Know What to Do» es una canción del grupo surcoreano Blackpink. Fue escrita por Brian Lee y Teddy Park, y fue publicado el 5 de abril de 2019 a través de YG Entertainment, Genie e Interscope. Es la segunda pista del segundo EP en coreano del grupo, Kill This Love.

## Promoción
Blackpink promovió la canción en varios programas de música en Corea del Sur, incluido Inkigayo. También fue presentada en el Festival de Música y Artes de Coachella Valley en los Estados Unidos en abril de 2019.

## Actuación comercial
En Corea del Sur, la canción debutó en el número 121 en el Gaon Digital Chart, para luego alcanzar su mejor posición, ubicándose en el puesto 38. En Japón, debutó en el número 49 en el Japan Hot 100.

## Video de práctica de baile
El 15 de abril, el video de práctica de baile para «Don't Know What to Do» fue lanzado en el canal oficial de YouTube de Blackpink. A partir de noviembre de 2019, ha alcanzado más de 100 millones de visitas.

## Reconocimientos

### Listados
| Publicación | Lista                                     | Ranking | Ref.  |
| ----------- | ----------------------------------------- | ------- | ----- |
| BuzzFeed    | 30 Songs That Helped Define K-Pop in 2019 | 19º     | [ 3 ] |

## Posicionamiento en listas
| Lista (2019)                                   | Mejor posición |
| ---------------------------------------------- | -------------- |
| Corea del Sur (Gaon)                           | 38             |
| Corea del Sur (K-pop Hot 100)                  | 9              |
| Estados Unidos (Billboard World Digital Songs) | 4              |
| Japón (Japan Hot 100)                          | 49             |
| Malasia (RIM)                                  | 2              |
| Nueva Zelanda (Recorded Music NZ)              | 11             |

## Ventas y certificaciones
| País                                               | Organismo certificador | Certificación | Ventas certificadas | Ref.   |
| Ventas                                             | Ventas                 | Ventas        | Ventas              | Ventas |
| -------------------------------------------------- | ---------------------- | ------------- | ------------------- | ------ |
| Australia                                          | ARIA                   | Oro           | 35 000*             | [ 9 ]  |
| *Cifras de ventas basadas sólo en certificaciones. |                        |               |                     |        |

## Historial de lanzamiento
| País  | Fecha              | Formato                    | Sello            | Ref.   |
| ----- | ------------------ | -------------------------- | ---------------- | ------ |
| Mundo | 5 de abril de 2019 | Descarga digital streaming | Genie Interscope | [ 10 ] |